# 10 december
10 december är den 344:e dagen på året i den gregorianska kalendern (345:e under skottår). Det återstår 21 dagar av året.

## Återkommande bemärkelsedagar

### Flaggdagar
- Sverige, Nobeldagen, dagen då nobelprisen delas ut i Sverige och Norge (efter Alfred Nobels dödsdag 1896).

### FN-dagar
- Internationella dagen för mänskliga rättigheter, en internationell dag av Förenta nationernas internationella dagar

## Namnsdagar

### I den svenska almanackan
- Nuvarande – Malin och Malena
- Föregående i bokstavsordning
  - Judit – Namnet fanns, till minne av den kvinna, som har fått den apokryfiska bibeldelen Judits bok uppkallad efter sig, på dagens datum före 1901, då det utgick. 1986 återinfördes det på 2 september, men flyttades 1993 till 13 juli, där det har funnits sedan dess.
  - Majvor – Namnet infördes på dagens datum 1986, men flyttades 1993 till 19 maj och 2001 till 8 juni.
  - Malena – Namnet infördes på dagens datum 1986 och har funnits där sedan dess.
  - Malin – Namnet infördes på dagens datum 1901 och har funnits där sedan dess.
- Föregående i kronologisk ordning
  - Före 1901 – Judit
  - 1901–1985 – Malin
  - 1986–1992 – Malin, Majvor och Malena
  - 1993–2000 – Malin och Malena
  - Från 2001 – Malin och Malena
- Källor
  - Brylla, Eva (red.). Namnlängdsboken. Gjøvik: Norstedts ordbok, 2000 ISBN 917227204X
  - af Klintberg, Bengt. Namnen i almanackan. Gjøvik: Norstedts ordbok, 2001 ISBN 9172272929

### Finlandssvenska almanackan
- Nuvarande från 1950[1] – Judit, Jutta
- I föregående revideringar[a][2]
  - 1929–1949 – Judit

## Händelser
- 741 – Sedan Gregorius III har avlidit den 28 november väljs Zacharias till påve.
- 1317 – Nyköpings gästabud inleds.
- 1508 – Heliga ligan formas i syfte att försvara Italien mot Ludvig XII av Frankrike och stärka påvens makt.
- 1817 – Mississippi blir den 20:e delstaten i USA.[3]
- 1898 – Ett fredsfördrag blir undertecknat i Paris som officiellt avslutar det spansk-amerikanska kriget.
- 1901 – De första Nobelprisen delas ut i Stockholm på Kungliga Musikaliska Akademien.
- 1909 – Selma Lagerlöf mottar Nobelpriset i litteratur.
- 1913 – Mona Lisa återfinns efter att ha varit försvunnen i över två år.
- 1948 – FN:s generalförsamling antar deklarationen för mänskliga rättigheter.
- 1965 – The Grateful Dead spelar sin första konsert, på Fillmore Auditorium i San Francisco.
- 1988 – Alfred Nobels fredspris tilldelas Förenta nationernas fredsbevarande styrkor.
- 1997 – Thomas Ravelli spelar sin sista match för IFK Göteborg.
- 2006 – Christer Fuglesang blir den förste svensken i rymden ombord på rymdfärjan Discovery (uppdraget STS-116).

## Födda
- 1394 – Jakob I, kung av Skottland 1406–1437
- 1538 – Giovanni Battista Guarini, italiensk skald
- 1602 – Erik Gyllenstierna, svenskt riksråd
- 1610 – Adriaen van Ostade, nederländsk konstnär
- 1767
  - Fredrik Gyllenborg, justitiestatsminister 1810–1829
  - Conrad Quensel, svensk naturforskare
- 1784 – Walter Lowrie, skotsk-amerikansk politiker
- 1792 – Friedrich von Gärtner, tysk arkitekt
- 1804 – Carl Gustav Jacob Jacobi, tysk matematiker
- 1810 – Abraham K. Allison, amerikansk politiker, guvernör i Florida 1865
- 1813 – Zachariah Chandler, amerikansk politiker, senator (Michigan) 1857–1875, 1879
- 1815 – Ada Lovelace, brittisk matematiker och den första datorprogrammeraren
- 1819 – Greve Felice Orsini, italiensk politisk aktivist, attentator
- 1822 – César Franck, belgisk-fransk kompositör och organist
- 1824 – George MacDonald, skotsk fantasyförfattare
- 1826 – John Henry Kinkead, amerikansk politiker, guvernör i Nevada 1879–1883
- 1830 – Emily Dickinson, amerikansk poet.
- 1842 – Jonas Nilsson, svensk lantbrukare och riksdagspolitiker.
- 1845 – Wilhelm von Bode, konsthistoriker.
- 1866 – Karl Wiligut, tysk nazist.
- 1867 – Beda Stjernschantz, finländsk målare.
- 1870 – Adolf Loos, tjeckisk-österrikisk arkitekt.
- 1873 – Hilda Fredriksen, norsk skådespelare.
- 1876 – Sven Wingquist, svensk ingenjör, uppfinnare av kullagret.
- 1879 – Hanna Grönvall, svensk politiker.
- 1882 – Otto Neurath, filosof.
- 1885 – Ulf Selmer, norsk skådespelare.
- 1890 – László Bárdossy, ungersk diplomat och politiker; premiärminister 1941–1942.
- 1898 – Julius Sjögren, svensk skådespelare.
- 1891
  - Harold Alexander, brittisk fältmarskalk.
  - Nelly Sachs, tysk-svensk författare och mottagare av Nobelpriset i litteratur 1966.
- 1895 – Rosa Tillman, svensk skådespelare.
- 1896 – Torsten Bergström, svensk skådespelare och regissör.
- 1902 – Elsa Burnett, svensk skådespelare.
- 1905 – Arne Bornebusch, svensk regissör och manusförfattare.
- 1908 – Olivier Messiaen, fransk kompositör, organist och ornitolog.
- 1910 – Tore Westlund, svensk musiker (klarinett och saxofon).
- 1912 – Philip Hart, amerikansk demokratisk politiker, senator (Michigan) 1959–1976.
- 1913 – Gösta Folke, svensk regissör, skådespelare och teaterchef.
- 1914 – Dorothy Lamour, amerikansk skådespelare.
- 1919
  - Sven-Eric Johanson, svensk kompositör, medlem i Måndagsgruppen.
  - Harrison A. Williams, amerikansk demokratisk politiker, senator (New Jersey) 1959–1982.
- 1920 – Clarice Lispector, brasiliansk författare.
- 1925 – Carl-Magnus Skogh, svensk rallyförare.
- 1928 – Dan Blocker, amerikansk skådespelare.
- 1930
  - Clayton Yeutter, amerikansk republikansk politiker, USA:s jordbruksminister 1989–1991.
  - Kerstin Matz, svensk journalist och författare.
- 1931 – Marianne Ljunggren, svensk dansare, skådespelare, revy- och varietéartist.
- 1934 – Howard M. Temin, amerikansk genetiker, mottagare av Nobelpriset i fysiologi eller medicin 1975.
- 1937 – Roine Carlsson, svensk socialdemokratisk politiker och fackföreningsledare, försvarsminister 1985–1991.
- 1939 – Yvonne Ingdahl, dansk skådespelare.
- 1941
  - Fionnula Flanagan, irländsk skådespelare.
  - Eva Sjöström, svensk skådespelare.
- 1944 – Andris Berzins, lettisk affärsman och politiker, president 2011-2015.
- 1945
  - Peter Hüttner, svensk skådespelare och författare.
  - Alf Häggstam, svensk operasångare (bas) och sångpedagog.
- 1949 – Harry Cohen, brittisk parlamentsledamot för Labour Party 1983–2010.
- 1950 – John Boozman, amerikansk republikansk politiker.
- 1952 – Susan Dey, amerikansk skådespelare.
- 1953 – Luis Gutiérrez, amerikansk demokratisk politiker, kongressledamot 1993–.
- 1957
  - Jonna Arb, svensk skådespelare.
  - Kathy Dahlkemper, amerikansk demokratisk politiker, kongressledamot 2009–2011.
  - Michael Clarke Duncan, amerikansk skådespelare.
  - Paul Hardcastle, brittisk musiker.
- 1960 – Kenneth Branagh, nordirländsk skådespelare och filmregissör.
- 1961 – Nia Peeples, amerikansk skådespelare.
- 1972 – Brian Molko, brittisk musiker.
- 1974 – Helena Boberg, svensk författare.
- 1976 – Kuniva (född Von Carlisle), amerikansk rapp-artist och en av medlemmarna i hiphop-gruppen D12.
- 1977 – Frida Östberg, svensk fotbollsspelare. VM-silver 2003
- 1980 – Sarah Chang, amerikansk violinist
- 1982 – Sultan Kösen, världens längsta man
- 1985 – Raven-Symoné, amerikansk skådespelare
- 1987 – Gonzalo Higuaín, argentinsk fotbollsspelare
- 1991 – Mikael Dyrestam, svensk-guineansk fotbollsspelare
- 1993 – Rachel Fattal, amerikansk vattenpolospelare
- 2000 – Jeremie Frimpong, nederländsk fotbollsspelare
- 2002 – David Ekdahl, svensk simhoppare
- 2014 – Gabriella och Jacques av Monaco, barn till furst Albert II och furstinnan Charlene

## Avlidna
- 304 – Eulalia av Mérida, kristen jungfrumartyr
- 1198 – Averroës, 72, arabisk filosof
- 1475 – Paolo Uccello, 78, italiensk målare
- 1519 – Birger Gunnersen, dansk ärkebiskop
- 1827 – Johan Adam Tingstadius, 79, biskop i Strängnäs stift, ledamot av Svenska Akademien
- 1830 – Hugh Elliot, 78, brittisk diplomat
- 1850 – Józef Bem, 56, polsk general
- 1865 – Leopold I av Belgien, 74, belgarnas konung
- 1896 – Alfred Nobel, 63, svensk kemist, instiftaren av Nobelpriset
- 1898 – Emil Kléen, 30, svensk författare och journalist
- 1916 – Oyama Iwao, 74, japansk furste och fältherre, samt en av den kejserliga japanska arméns grundare
- 1917 – Sir Mackenzie Bowell, 93, femte premiärministern i Kanada
- 1920 – Horace Elgin Dodge, 52, amerikansk bilindustripionjär
- 1926 – Nikola Pašić, 81, serbisk politiker
- 1935 – Allan Serlachius, 65, finländsk jurist och politiker
- 1936 – Luigi Pirandello, 69, italiensk författare, mottagare av Nobelpriset i litteratur 1934
- 1941 – Albert Döderlein, 81, tysk läkare
- 1945 – Erik A. Petschler, 64, svensk regissör, skådespelare och produktionsledare
- 1967 – Otis Redding, amerikansk soulsångare, omkom i en flygolycka
- 1968
  - Karl Barth, schweizisk reformert teolog
  - Olof Hillberg, svensk skådespelare
  - Thomas Merton, amerikansk trappistmunk och författare
- 1978
  - Olof Thiel, svensk filmproducent och kompositör
  - Ed Wood, amerikansk filmregissör
- 1986 – Susan Cabot, 59, amerikansk skådespelare
- 1987 – Jascha Heifetz, 86, litauiskfödd amerikansk violinist
- 1993 – Göte Arnbring, 74, svensk skådespelare och dansare
- 1999
  - Rick Danko, 55, amerikansk rockmusiker, gitarrist i The Band
  - Franjo Tuđman, 77, kroatisk politiker, Kroatiens president
- 2001 – Jim Hughes, 83, amerikansk skådespelare
- 2005 – Richard Pryor, 65, amerikansk skådespelare och komiker
- 2006 – Augusto Pinochet, 91, chilensk diktator och president
- 2009 – József Kóczián, 83, ungersk bordtennisspelare
- 2010 – John Fenn, 93, amerikansk kemist, mottagare av Nobelpriset i kemi 2002
- 2011 – Kerstin Bratt, 81, svensk skådespelare
- 2012 – Iajuddin Ahmed, 81, bangladeshisk politiker, president
- 2014 – Ralph Giordano, 91, tysk författare, journalist och publicist
- 2022 – Beryl Grey, 95, brittisk prima ballerina

### Fotnoter
1. ↑  ”Universitetets namnsdagsalmanacka - Universitetets almanacksbyrå”. almanakka.helsinki.fi. Helsingfors universitet. https://almanakka.helsinki.fi/sv/kalender-2025/. Läst 22 februari 2025.
2. ↑  ”Namnsdagsrevideringar - Universitetets almanacksbyrå”. almanakka.helsinki.fi. Helsingfors universitet. https://almanakka.helsinki.fi/sv/namnsdagar/namnsdagsrevideringar.html. Läst 3 oktober 2020.
3. ↑  ”Mississippi” (på engelska). World Statesmen. http://www.worldstatesmen.org/US_states_L-M.html#Mississippi. Läst 9 november 2012.